# Love Accidentally
Love Accidentally ist eine US-amerikanische Liebeskomödie von Peter Sullivan aus dem Jahr 2022. Die Hauptrollen sind mit Brenda Song als Alexa und Aaron O’Connell als Jason besetzt. Der Film erschien als Amazon Freevee Original.

## Handlung
Die beiden konkurrierenden Angestellten einer Werbefirma Alexa und Jason erhalten von ihrer Chefin Debra ein Beförderungsangebot, das jedoch derjenige bekommt, der es schafft den wichtigen Kunden Craig Goodwin zu gewinnen. Sowohl Jason als auch Alexa werden kurz nach Bekanntgabe der möglichen Beförderung von ihren Partnern verlassen, wobei Alexas Handy einen Wasserschaden erhält und sie ein neues Arbeitshandy zugeteilt bekommt. Da sie kein Backup erstellt hat, tippt sie die Nummer ihrer Freundin Hannah aus dem Gedächtnis ein und schreibt an diese Nummer eine SMS, welche den Kummer über ihre Trennung enthält. Dabei textet sie jedoch Jason, welcher ihre Gefühle nachvollziehen kann.
Die beiden schreiben sich weiterhin SMS, ohne dabei den anderen Chatpartner zu kennen. Sie kommen sich dabei näher und entwickeln eine Freundschaft, welche sie jedoch durch ein Treffen in der Realität nicht zerstören wollen. Als Alexa von ihrem Exfreund Perry einen Anruf erhält und dieser ihr mitteilt, dass es ein Fehler von ihm war, sie zu verlassen, ist Alexa verunsichert und sieht eine zweite Chance der Beziehung mit Perry. Sie treffen sich zum Essen. Als Alexa mit Jason darüber chattet, ist er verletzt und enttäuscht, da er bereits Gefühle für sie entwickelt hat. Dabei geht sein Handy ebenfalls kaputt und er kann dadurch die Identität seiner Chatpartnerin aufdecken, der er dies jedoch noch nicht offenbart.
Das finale Gespräch mit Mr. Goodwin steht kurz bevor. Alexa fällt auf, dass sich Jason mittlerweile viel netter ihr gegenüber verhält, kann es jedoch nicht zuordnen. Er überlässt Alexa den Job und teilt Alexa durch kleine Hinweise beim finalen Gespräch mit Debra und Craig mit, dass er hinter der unbekannten Telefonnummer steckt.
Debra ist begeistert, dass es ihren beiden Mitarbeitern gelungen ist, Mister Goodwin für sich zu gewinnen. Alexa ist nun auch bewusst geworden, dass sie und Jason eine mögliche Zukunft haben. Als sich die beiden im Büro wiedertreffen, gesteht Jason Alexa seine Liebe und die beiden küssen sich.

## Produktion

### Dreharbeiten
Die Dreharbeiten fanden während der COVID-19-Pandemie statt.

### Synchronisation
Die deutschsprachige Synchronisation entstand nach einem Dialogbuch und unter der Dialogregie von Nicola Grupe-Arnoldi im Auftrag der FFF Grupe.
| Rolle | Darsteller        | Synchronsprecher   |
| ----- | ----------------- | ------------------ |
| Alexa | Brenda Song       | Caroline Combrinck |
| Jason | Aaron O’Connell   | Jochen Paletschek  |
| Debra | Denise Richards   | Michèle Tichawsky  |
| Craig | Maxwell Caulfield | Felix Mayer        |

## Kritiken
Der Film erhielt überwiegend ausgeglichene Kritiken und erzielte bei IMDb eine durchschnittliche Bewertung von 5,2 der möglichen 10 Punkte. Auf Rotten Tomatoes konnte der Film bislang 13 Prozent der Kritiker überzeugen. Das Lexikon des internationalen Films urteilt: „Eine formelhafte romantische Komödie in den Fußspuren von „Rendezvous nach Ladenschluss“ und „E-Mail für Dich“, deren hölzerne Inszenierung, vor allem bei der Umsetzung der Online-Kommunikation, kaum Charme entfaltet.“